# Melipotis tucumanensis
Melipotis tucumanensis là một loài bướm đêm trong họ Erebidae.